# Liste der Stolpersteine auf Menorca

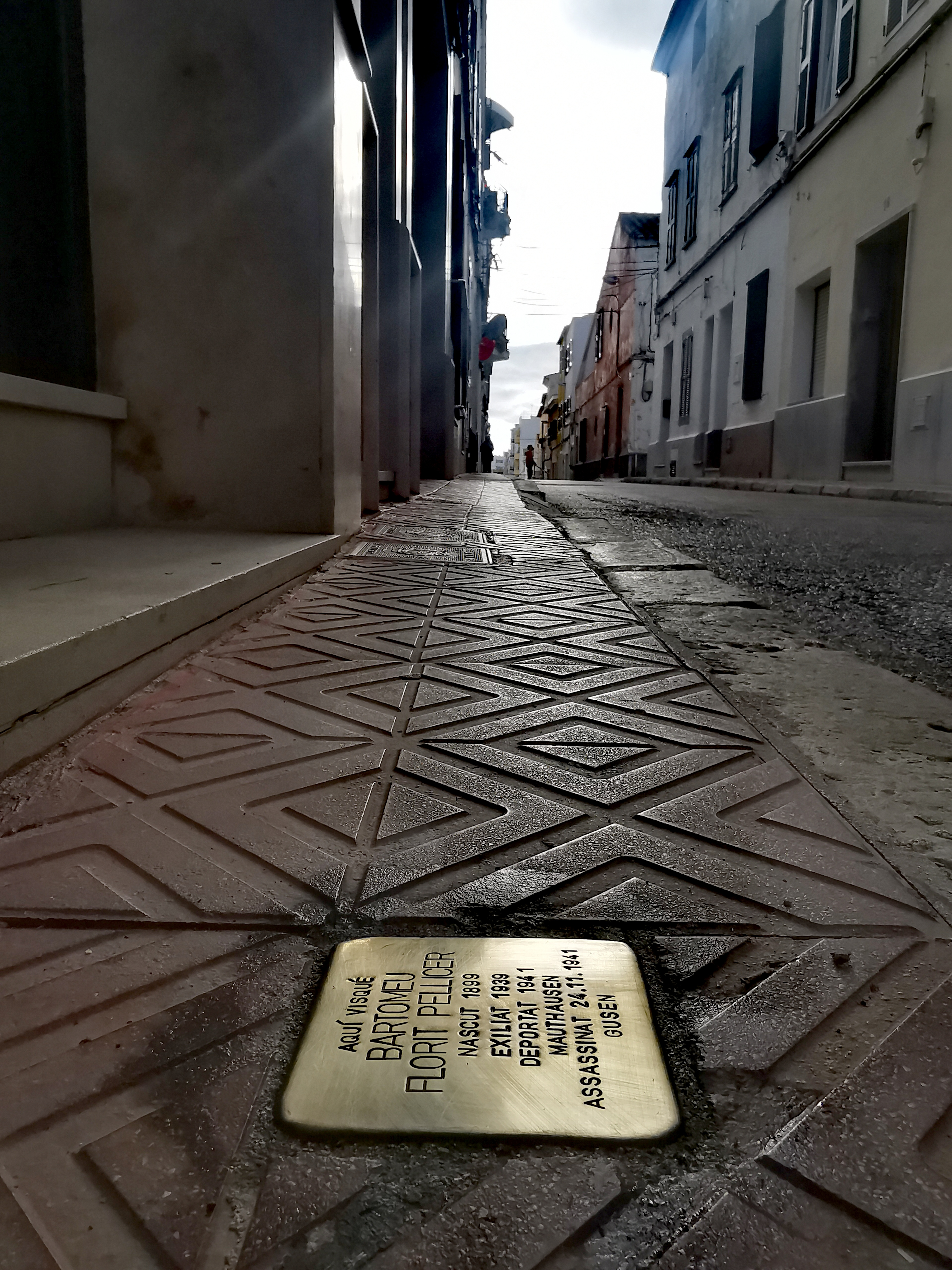
Stolperstein in Maó

Die Liste der Stolpersteine auf Menorca enthält die Stolpersteine auf der spanischen Insel Menorca, Teil der Balearen, die vom Kölner Künstler Gunter Demnig verlegt wurden. Stolpersteine erinnern an das Schicksal der Menschen, die von den Nationalsozialisten ermordet, deportiert, vertrieben oder in den Suizid getrieben wurden. Sie liegen im Regelfall vor dem letzten selbstgewählten Wohnsitz des Opfers.
Die ersten Verlegungen in Spanien erfolgten am 9. April 2015 in Navàs und El Palà de Torroella, auf Menorca am 19. Dezember 2018 in Ciutadella. Die katalanische Übersetzung des Begriffes Stolpersteine lautet: pedres que fan ensopegar. Auf Spanisch werden sie piedras de la memoria (Erinnerungssteine) genannt.

## Verlegte Stolpersteine

### Alaior
In Alaior wurden zwei Stolpersteine verlegt.
| Stolperstein | Übersetzung | Verlegeort                    | Name, Leben                       |
| ------------ | --- | ----------------------------- | --------------------------------- |
|              | IN ALAIOR LEBTE BARTOMEU MASCARÓ LLOPIS GEBOREN 1906 DEPORTIERT 1941 MAUTHAUSEN BEFREIT                                       | Pla d'en Borràs               | Bartomeu Mascaró Llopis (1906–)   |
|              | HIER LEBTE JAUME MERCADAL ORFILA GEBOREN 1912 EXIL 1939 DEPORTIERT 1941 MAUTHAUSEN-GUSEN ERMORDET 13.10.1942 SCHLOSS HARTHEIM | Carrer del Bisbe Gonyalons, 7 | Jaume Mercadal Orfila (1912–1942) |

### Ciutadella de Menorca
In Ciutadella de Menorca wurden von Gunter Demnig drei Stolpersteine an drei Anschriften verlegt. Die Initiative für die Verlegungen ging von der Confederación General del Trabajo (CGT) aus.
| Stolperstein | Übersetzung | Verlegeort                   | Name, Leben |
| ------------ | --- | ---------------------------- | --- |
|              | HIER WOHNTE JOSEP CAULES PONS GEBOREN 1911 EXIL 1939 DEPORTIERT 1941 MAUTHAUSEN ERMORDET 9.1.1942 GUSEN                     | Carrer de Sant Miquel, 21    | Josep Caules Pons wurde am 16. März 1911 geboren. Nach der Übergabe Menorcas an Franco ging er 1939 ins Exil nach Südfrankreich. Er wurde von deutschen Streitkräften gefangen genommen und zuerst im Stalag XI B von Fallingbostel interniert. Dort erhielt er die Gefangenennummer 87234. Am 27. Januar 1941 wurde er in das Konzentrationslager Mauthausen deportiert, wo er die Häftlingsnummer 6288 erhielt. Hier musste er Zwangsarbeit im Steinbruch leisten. Am 8. April 1941 erfolgte die Überstellung in das Außenlager Gusen. Dort erhielt er die Häftlingsnummer 12.248. Josep Caules Pons wurde hier am 9. Januar 1942 vom NS-Regime ermordet.                                                     |
|              | HIER WOHNTE MANUEL MARQUÉS PONS GEBOREN 1908 EXIL 1939 DEPORTIERT 1941 MAUTHAUSEN GUSEN ERMORDET 25.9.1941 SCHLOSS HARTHEIM | Carrer de sa Carnisseria, 27 | Manuel Marquès Pons wurde am 8. Februar 1908 geboren. Nach der Übergabe Menorcas an Franco ging er 1939 ins Exil nach Südfrankreich. Er wurde von deutschen Streitkräften gefangen genommen und zuerst im Stalag XI B von Fallingbostel interniert. Dort erhielt er die Gefangenennummer 87238. Am 27. Januar 1941 wurde er in das Konzentrationslager Mauthausen deportiert, wo er die Häftlingsnummer 6423 erhielt und Zwangsarbeit im Steinbruch leisten musste. Am 8. April 1941 erfolgte die Überstellung in das Außenlager Gusen. Dort erhielt er die Häftlingsnummer 12.090. Er wurde schließlich nach Hartheim überstellt. Manuel Marquès Pons wurde hier am 25. September 1941 vom NS-Regime ermordet. |
|              | HIER WOHNTE IGNASI MOLL CAYMARI GEBOREN 1914 EXIL 1939 DEPORTIERT 1940 MAUTHAUSEN ERMORDET 5.10.1941 GUSEN                  | Carrer de sa Carnisseria, 3  | Ignasi Moll Caymaris wurde am 20. November 1914 geboren. Nach der Übergabe Menorcas an Franco ging er 1939 ins Exil nach Südfrankreich. 1940 wurde er von deutschen Streitkräften festgenommen und zuerst im Stalag I-B von Hohenstein interniert. Am 9. August 1940 wurde er in das Konzentrationslager Mauthausen deportiert, wo er die Häftlingsnummer 3661 erhielt. Am 24. Januar 1941 erfolgte die Überstellung in das Außenlager Gusen. Dort erhielt er die Häftlingsnummer 9.456. Ignasi Moll Caymaris wurde hier am 5. Oktober 1941 vom NS-Regime ermordet. |

In Ciutadella gibt es seit 2009 auch eine Gedenktafel für die drei Opfer des NS-Regimes. Diese wurde im September 2018 von Vandalen beschmiert.

### Es Castell
In Es Castell wurde ein Stolperstein verlegt.
| Stolperstein | Übersetzung | Verlegeort        | Name, Leben |
| ------------ | --- | ----------------- | --- |
|              | HIER LEBTE JOSEP MARIA VAN-WALRE COLOMA GEBOREN 1902 EXIL 1939 DEPORTIERT 1941 MAUTHAUSEN ERMORDET 6.12.1941 GUSEN | Carrer Stuart, 40 | Josep Maria Van-Walre Coloma wurde 1902 geboren. Er ging 1939 ins Exil und wurde 1941 in das KZ Mauthausen deportiert. Er wurde zur Zwangsarbeit im Außenlager Gusen eingeteilt und bekam dort die Häftlingsnummer 13244. Er starb noch im Jahr seiner Überstellung, am 6. Dezember 1941, im Alter von 39 Jahren. Seine Familie erfuhr erst 1961 von seinem Tod. |

### Es Mercadal
In Fornells, zugehörig zur Gemeinde Es Mercadal, wurde ein Stolperstein verlegt.
| Stolperstein | Übersetzung | Verlegeort               | Name, Leben                        |
| ------------ | --- | ------------------------ | ---------------------------------- |
|              | HIER WOHNTE ERNEST ROSSELLÓ GORNÉS GEBOREN 1917 EXIL 1939 DEPORTIERT 1941 MAUTHAUSEN-GUSEN ERMORDET 24.12.1941 | Fornells Carrer Major 19 | Ernest Rosselló Gornés (1917–1941) |

### Es Migjorn Gran
In Es Migjorn Gran wurde ein Stolperstein verlegt.
| Stolperstein | Übersetzung                                                                                                | Verlegeort           | Name, Leben              |
| ------------ | --- | -------------------- | ------------------------ |
|              | IN ES MIGJORN GRAN WOHNTE RAMON PONS JOVER GEBOREN 1907 EXIL 1939 DEPORTIERT 1941 MAUTHAUSEN-GUSEN BEFREIT | Pla de l’Església, 1 | Ramon Pons Jover (1907–) |

### Maó
In Maó wurden 15 Stolpersteine verlegt.
| Stolperstein | Übersetzung | Verlegeort                   | Name, Leben                                 |
| ------------ | --- | ---------------------------- | ------------------------------------------- |
|              | IN MAÒ LEBTE ENRIC BAGUR CARRERAS GEBOREN 1917 EXIL 1939 DEPORTIERT 1941 MAUTHAUSEN BEFREIT                             | Sa Rovellada de Dalt, 143    | Enric Bagur Carreras (1917–)                |
|              | IN MAÒ LEBTE VICENT FERRANDO BOTELLA GEBOREN 1908 DEPORTIERT 1943 DACHAU NEUENGAMME SCHICKSAL UNBEKANNT                 | Carrer de Santa Cecília, 21  | Vicent Ferrando Botella (1908–)             |
|              | HIER LEBTE ENRIC BALLESTER DALMEDO GEBOREN 1919 DEPORTIERT 1940 MAUTHAUSEN ERMORDET 31.1.1942 GUSEN                     | Lloc desconegut              | Enric Ballester Dalmedo (1919–1942)         |
|              | HIER LEBTE ÀLVAR CARDONA CARRERAS GEBOREN 1914 DEPORTIERT 1940 MAUTHAUSEN-GUSEN ERMORDET 18.12.1941 SCHLOSS HARTHEIM    | Carrer Bon Aire, 3           | Àlvar Cardona Carreras (1902–1942)          |
|              | HIER LEBTE BARTOMEU FLORIT PELLICER GEBOREN 1899 EXIL 1939 DEPORTIERT 1941 MAUTHAUSEN ERMORDET 24.11.1941 GUSEN         | Carrer de Santa Eulàlia, 11  | Bartomeu Florit Pellicer (1899–1941)        |
|              | HIER LEBTE JOSÉ GARCÍA RODRÍGUEZ GEBOREN 1914 DEPORTIERT 1941 MAUTHAUSEN ERMORDET 27.10.1942 GUSEN                      | Plaça Bastió                 | José García Rodríguez (1914–1942)           |
|              | IN MAÒ LEBTE SEBASTIÀ GARRIGA ARROM GEBOREN 1910 EXIL 1939 DEPORTIERT 1941 MAUTHAUSEN ERMORDET 23.7.1941 GUSEN          | Carrer de Sant Roc, 3        | Sebastia Garriga Arrom (1910–1941)          |
|              | HIER LEBTE LLORENÇ SILVERI MERCADAL BORRÁS GEBOREN 1908 DEPORTIERT 1941 MAUTHAUSEN ERMORDET 25.8.1941 GUSEN             | Camí des Castell, 154        | Llorenç Silveri Mercadal Borrás (1908–1941) |
|              | HIER LEBTE ANTONI NOGUERA OLIVES GEBOREN 1912 EXIL 1939 DEPORTIERT 1941 MAUTHAUSEN ERMORDET 16.12.1941 GUSEN            | Carrer de la Infanta 142     | Antoni Noguera Olives (1912–1941)           |
|              | IN MAÒ LEBTE LEANDRO PONS FEMENÍAS GEBOREN 1915 DEPORTIERT 1940 MAUTHAUSEN-GUSEN BEFREIT                                | Carrer s'Arravaleta, 29      | Leandro Pons Femenías (1915–)               |
|              | HIER LEBTE JOAN PONS MERCADAL GEBOREN 1910 DEPORTIERT 1941 MAUTHAUSEN ERMORDET 29.8.1941                                | Carrer de Santa Victòria, 29 | Joan Pons Mercadal (1910–1941)              |
|              | IN MAÒ LEBTE ERNESTO RODRÍGUEZ MÍNGUEZ GEBOREN 1909 EXIL 1939 DEPORTIERT 1941 MAUTHAUSEN ERMORDET 31.10.1942            | Plaça Bastió                 | Ernesto Rodríguez Mínguez (1909–1942)       |
|              | IN MAÒ LEBTE VICENT ROTGER MERCADAL GEBOREN 1915 EXIL 1939 DEPORTIERT 1944 DACHAU-ALLACH NATZWEILER SCHICKSAL UNBEKANNT | Carrer de Santa Eulàlia, 74  | Vicent Rotger Mercadal (1915–)              |
|              | HIER LEBTE RAFEL SAURA MOLL GEBOREN 1907 EXIL 1939 DEPORTIERT 1941 MAUTHAUSEN ERMORDET 27.10.1942 GUSEN                 | Carrer de Sant Josep, 26     | Rafel Saura Moll (1907–1942)                |
|              | HIER LEBTE CRESCENCI SINTES POUS GEBOREN 1911 EXIL 1939 DEPORTIERT 1941 MAUTHAUSEN ERMORDET 3.12.1941 GUSEN             | Carrer de Sant Joan, 47      | Crescenci Sintes Pous (1911–1941)           |

## Verlegedaten

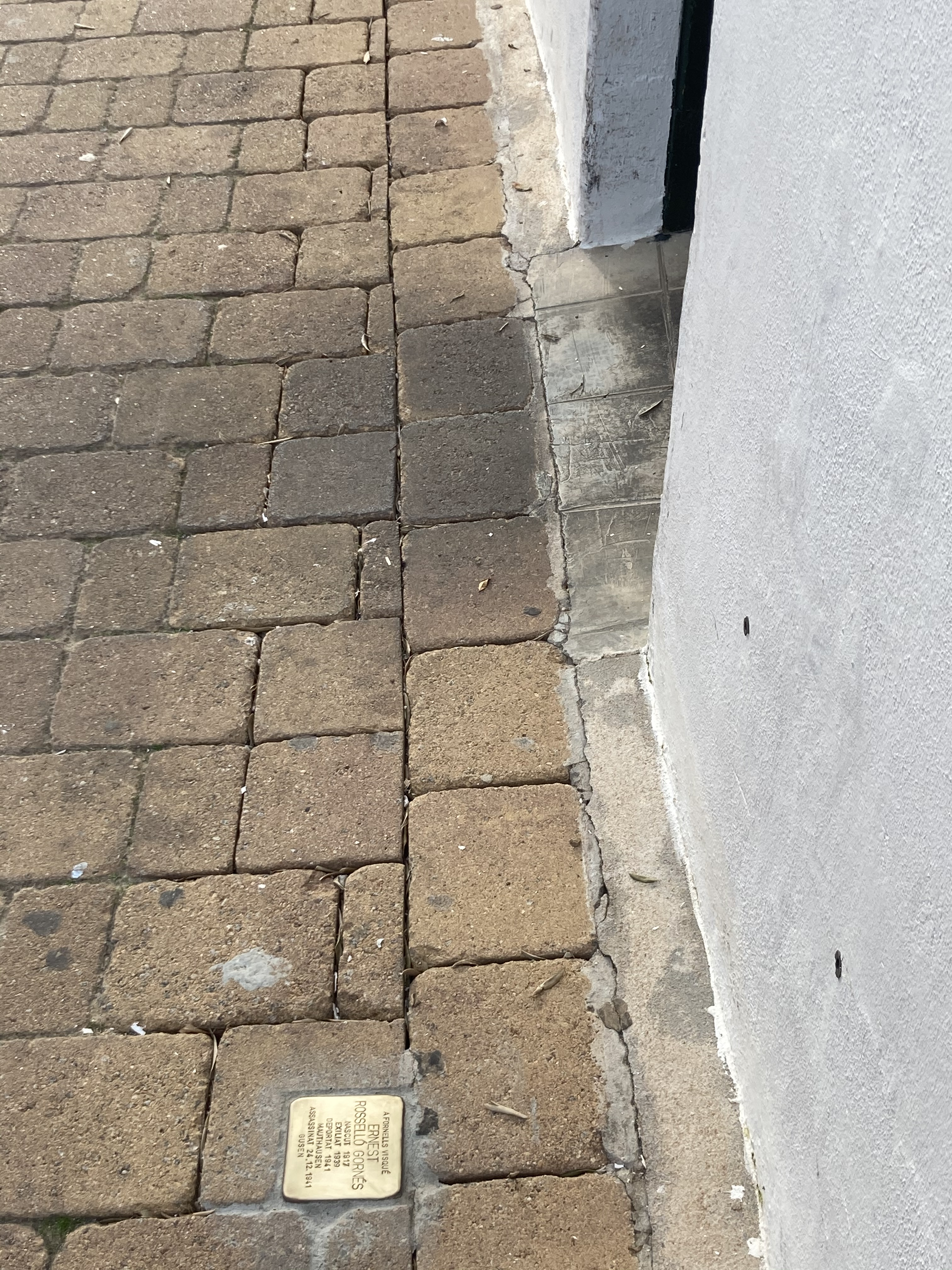
Stolperstein in Fornells

- 19. Dezember 2018: Ciutadella de Menorca
- 5. März 2021: Alaior, Es Mercadal, Es Migjorn Gran
- 8. März 2021: Es Castell
- 17. März 2021: Maó